# Эрн, Виктор
Виктор Эрн (нем. Victor Oehrn; 21 октября 1907, Кедабек, Кавказское наместничество — 26 декабря 1997, Бонн, Северный Рейн-Вестфалия) — немецкий офицер-подводник, капитан 2-го ранга (1 мая 1944 года).

## Биография
Родился в Елизаветпольской губернии в селе Кедабек в семье немецкого колониста. В 1922 году семья Эрна бежала в Германию.
1 октября 1927 года поступил на флот кадетом. 1 октября 1929 года произведён в лейтенанты. Служил на легких крейсерах «Кёнигсберг» и «Карлсруэ». В июле 1935 года одним из первых морских офицеров переведен в подводный флот.
С 18 января 1936 по 4 октября 1937 года командовал подлодкой U-14, в июле — сентябре 1936 года участвовал в военных действиях у берегов Испании. В 1939 окончил Военно-морскую академию и в августе 1939 года зачислен в штаб Карла Дёница.

## Вторая мировая война
6 мая 1940 года назначен командиром подлодки U-37 (1938), на которой совершил 4 похода (проведя в море в общей сложности 81 сутки).
В первом же походе в норвежские воды Эрн потопил 10 судов общим водоизмещением 41 207 брт и повредил 1 судно. Во втором походе Эрн записал на свой счет 7 судов (водоизмещением 28 439 брт), в третьем — ещё 6 судов (28 210 брт). Всего за достаточно короткий период Эрн потопил 24 судна общим водоизмещением 104 842 брт и повредил 1 судно водоизмещением 9494 брт.
21 октября 1940 года награждён Рыцарским крестом Железного креста, а 26 октября вновь переведен 1-м офицером Адмирал-штаба в штаб командующего подводным флотом.
В ноябре 1941 года он направлен на Средиземное море для осуществления координации деятельности подводных лодок, а в феврале 1942 года назначен 1-м офицером Адмирал-штаба в штабе командующего подлодками на Средиземноморье.
В июле 1942 года во время командировки в Северную Африку Эрн был тяжело ранен и взят в плен британскими войсками. После выздоровления он помещен в лагерь для военнопленных в Египте, а в октябре 1943 года обменян на британских пленных и через Порт-Саид, Барселону и Марсель вернулся в Германию.
С 1943 года 1-й офицер Адмирал-штаба в Оперативном отделе ОКМ. В мае 1945 года интернирован британскими войсками. После освобождения работал в компании «Siemens», занимал высокие посты в Бонне.